# A-F Records
A-F Records är ett skivbolag som ägs av Justin Sane, Chris Head och Pat Thetic i bandet Anti-Flag. Skivbolaget startades för att Anti-Flag dels skulle kunna producera sin egen musik och för att de anser att musik över huvud taget är ett bra verktyg för positiv förändring. De arbetar också för att samla in och donera överskottspengar från försäljning av vissa skivsläpp till välgörenhet. A-F Records samarbetar med band inom genren punkrock och hardcore, bland annat Endless Struggle, Inhuman, Inquisition, Justin Sane, Modey Lemon, Much The Same, Pipedown, Reagan Squad, The Code, The Vacancy, Red Lights Flash , The Unseen, Virus Nine , Thought Riot m.fl.